# Aricanda
Aricanda (anche Arykanda o Arycanda) era una città in Licia (ora Turchia), la cui esistenza è accertata per il periodo che va dal sesto secolo a.C. all'XI secolo d.C. Le rovine della città, principalmente di epoca romana, sono oggi un'attrazione turistica della provincia di Antalya.

## Posizione
Aricanda si trova sulla strada tra Finike ed Elmalı, 32 km a nord di Finike. Le rovine della città antica si trovano su terrazzamenti disposti lungo un ripido pendio tra 710 e 820 m s.l.m.. Il complesso offre da tutte le terrazze un'ampia vista sulle montagne circostanti e sulla valle. Questa antica topografia simile a quella di Delphi ha dato ad Aricanda il soprannome di "Delphi di Licia".

## Storia
Le prime tracce di insediamento nel luogo sono datate al 2000 a.C. L'antica città fu fondata da lici nel sesto secolo a.C. (i ritrovamenti di monete risalenti al V secolo sono il primo documento) e fu una delle città della Licia. Nel periodo ellenistico la città era già grecizzata. Dal II secolo a.C. il nome appare in fonti romane, e gli abitanti della città sono descritti come stravaganti e dediti al lusso. La città ha condiviso storia successiva con il resto della Licia. Non è ancora chiaro il motivo per cui Aricanda, che era ancora un vescovato in epoca bizantina, fu abbandonata. Gli scavi nell'area della città continuano ancora oggi.

## Sito
Sulla terrazza più alta che è stata scavata è situato lo stadio che, con una lunghezza di 170 m, ha dimensioni molto più ridotte rispetto ai soliti impianti romani. I posti per gli spettatori sono disponibili solo sul lato a monte dell'impianto. Alla stessa altezza, a circa 300 metri a ovest dello stadio, si trovano le rovine del Buleuterion, una stoà, diversi negozi e una cisterna. Sotto lo stadio, le 20 file di sedili del teatro ben conservate nella parte centrale sono scolpite direttamente nella montagna, e solo le ali laterali sono costruite. A un livello inferiore si trova l'Odéon, originariamente rivestito di marmo, e di fronte, un po' più in basso, l'Agorà. Al livello inferiore successivo, la necropoli è costituita da tombe, alcune delle quali sono a forma di tempio. La palestra e le terme si trovano sotto la necropoli.

## Galleria d'immagini

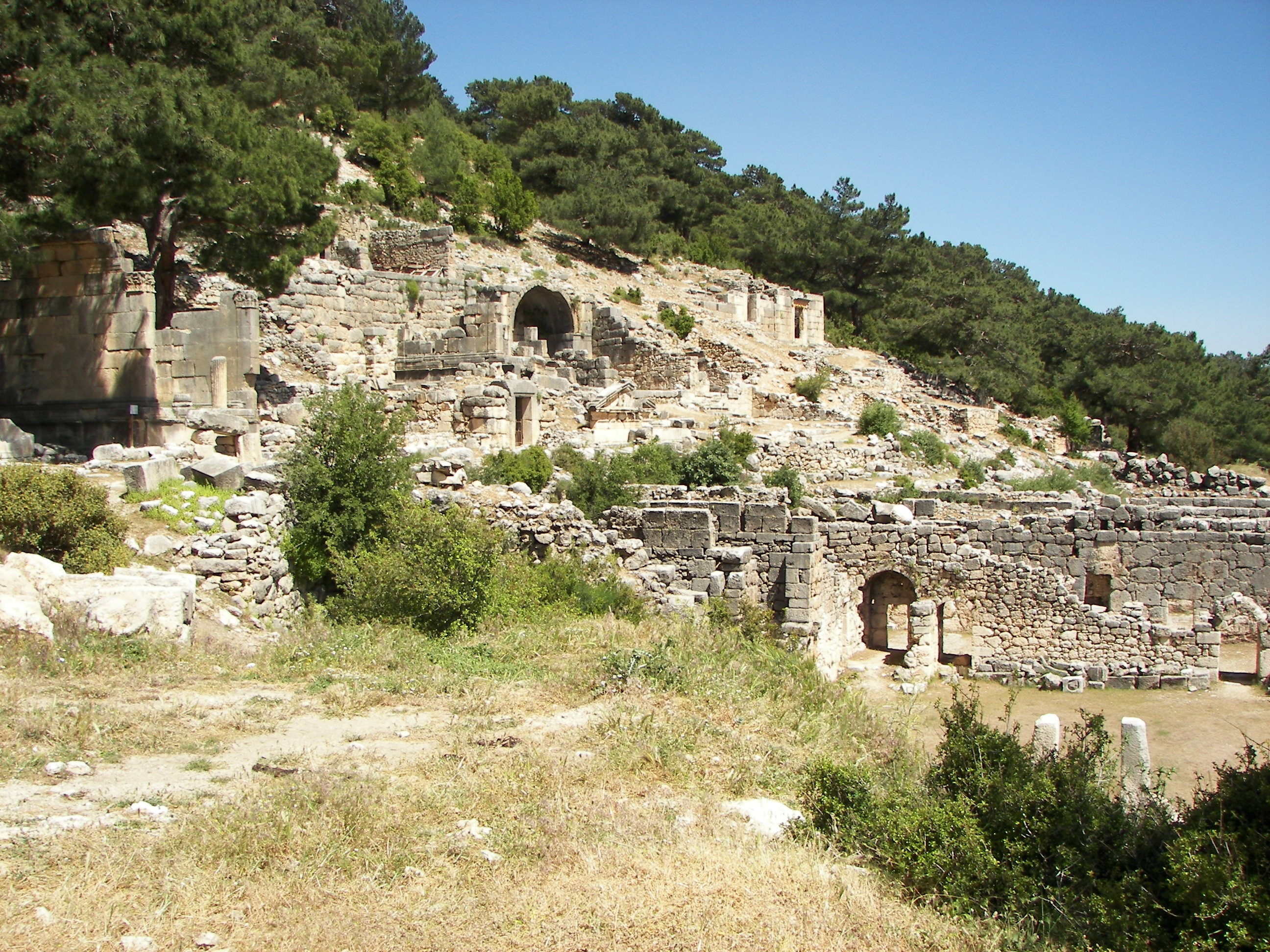
Sopra la Necropoli, sotto il Gymnasion e le Terme.
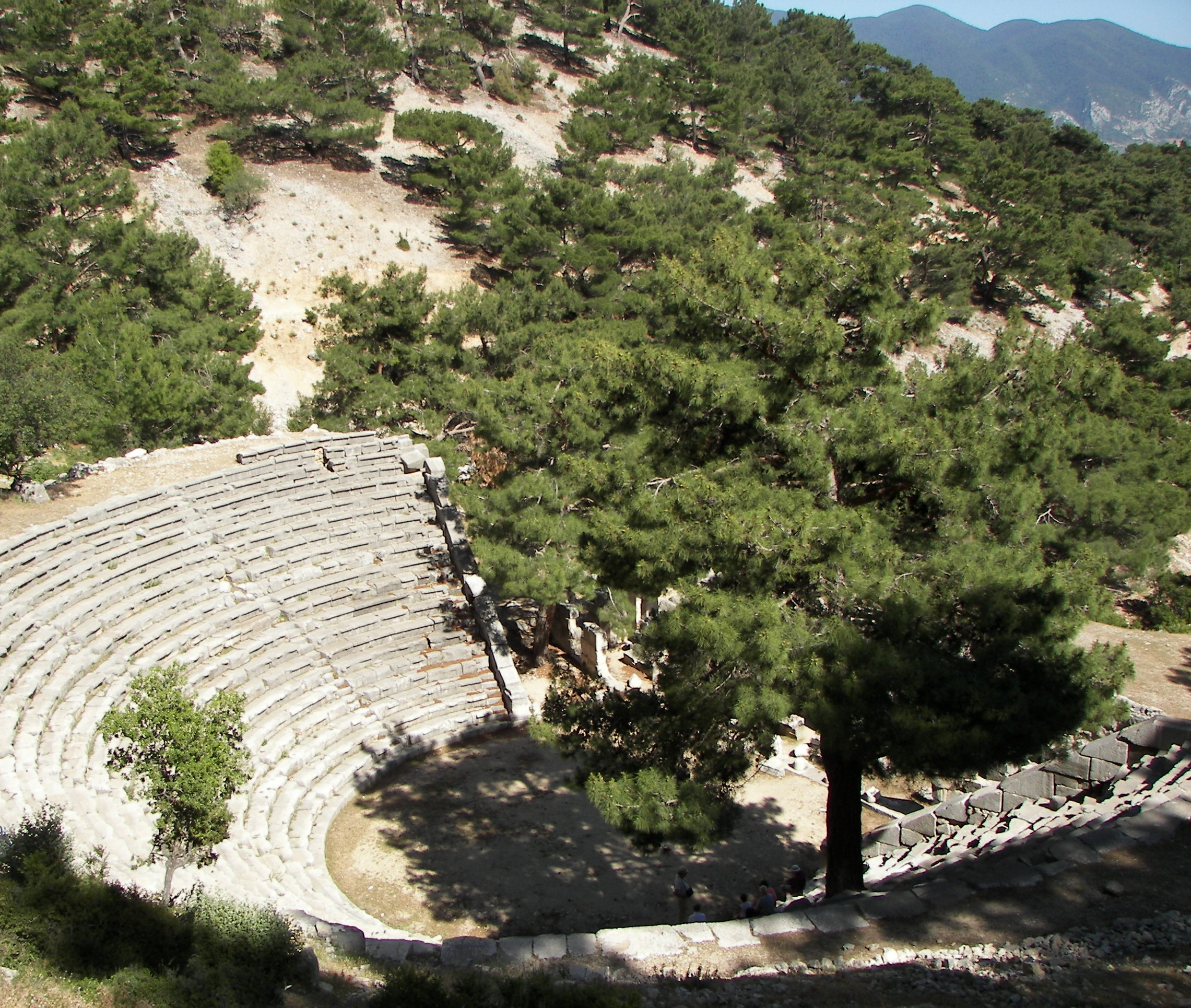
Il Teatro
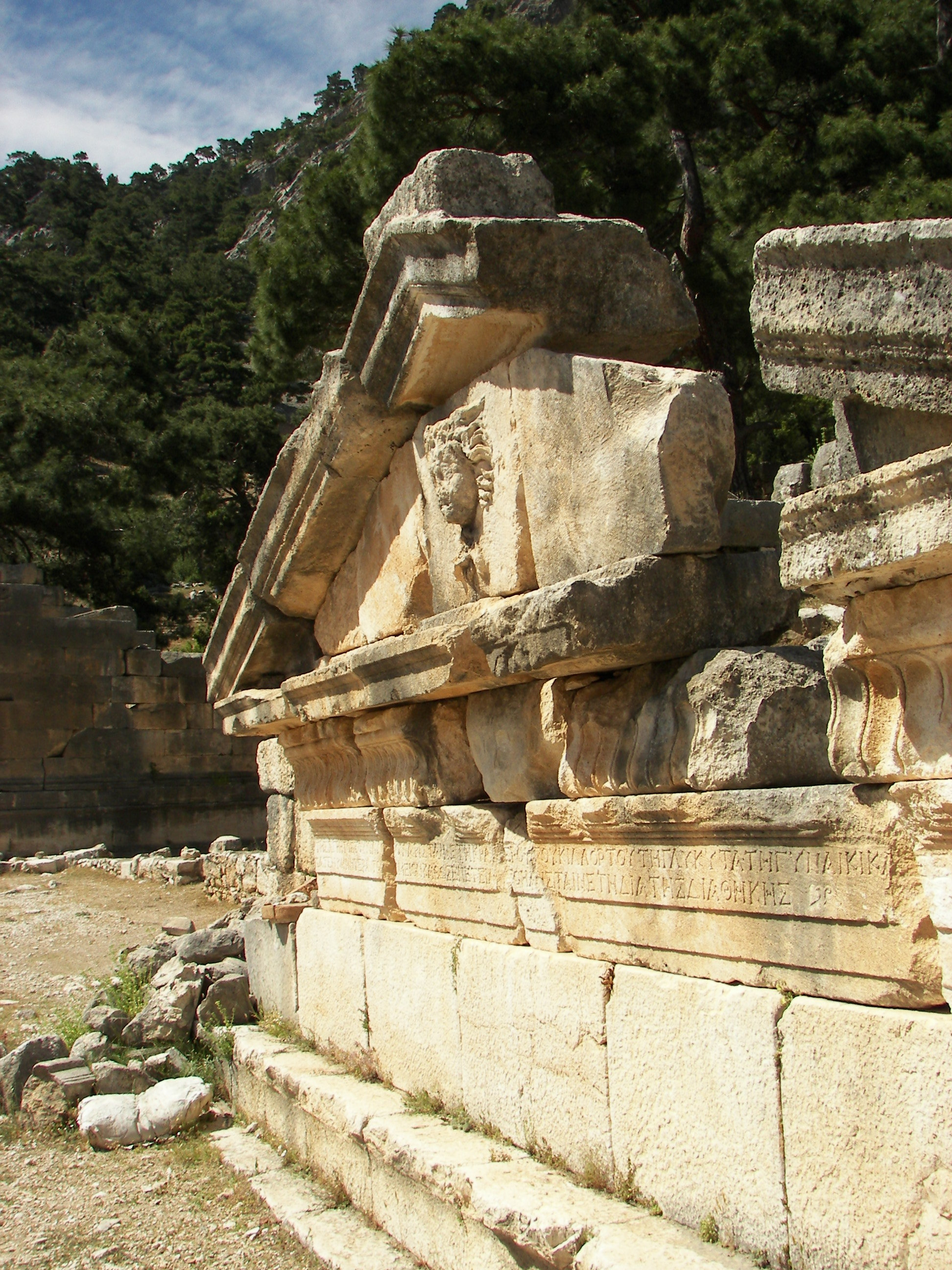
Tomba con testa di Medusa
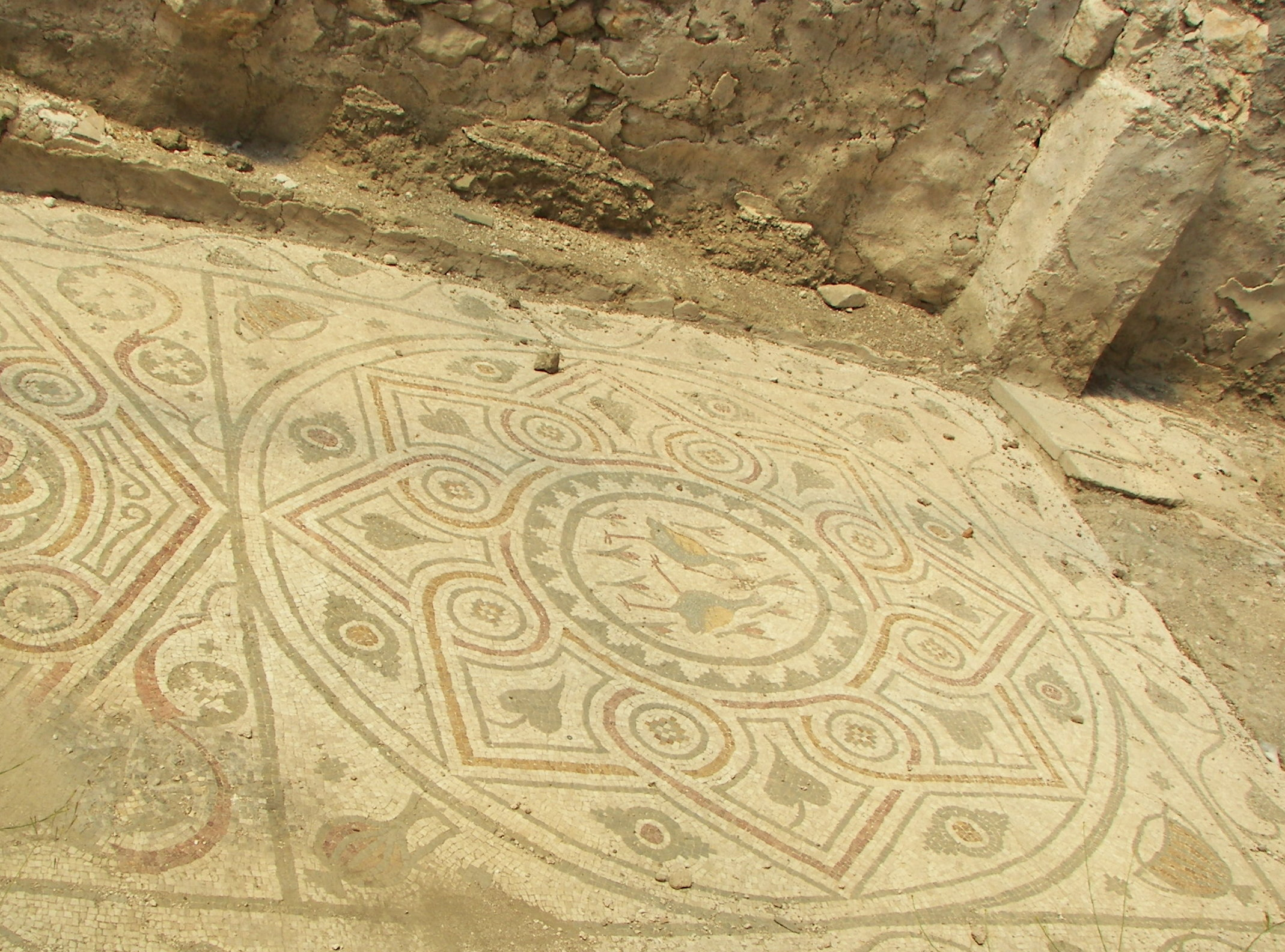
Pavimento a mosaico del periodo romano